# Violante de Aragão
Violante de Aragão (Saragoça, 8 de junho de 1236 – Roncesvales, Navarra, 1301) foi uma infanta de Aragão e, por casamento, rainha consorte de Castela (1252–1284).

## Biografia
Violante nasceu em Saragoça, a 8 de junho de 1236, como filha de Jaime I, único filho de Pedro II de Aragão e Maria de Montpellier, e de Iolanda da Hungria, filha de André II da Hungria e de Iolanda de Courtenay.

### Casamento e rumores de infertilidade
Em 1240, com apenas quatro anos, estava já prometida ao infante Afonso de Castela, filho e herdeiro de Fernando III de Leão e Castela e da sua esposa Beatriz da Suábia. Com dez anos, a 26 de dezembro de 1246, foi assinado o contrato de casamento entre os esposos, na 
Colegiada de Valladolid.
Pouco após este contrato, é provável que, mesmo antes de casarem, os esposos já estariam a viver juntos, já que Afonso considerou pedir a anulação matrimonial, pois chegou a crer que a esposa era estéril, mas esse facto devia-se apenas à tenra idade da noiva, que não havia sequer atingido a maturidade. De facto, esperou-se pela maturidade da esposa para, por fim, celebrar-se a boda real, a 25 de janeiro de 1249. Violante pôde por fim demonstrar a Afonso a sua fertilidade com suficiente eficácia.
Relacionada com esta problemática da infertilidade, surgiu uma lenda, na qual a rainha não podia engravidar, ao que o médico recomendara repouso. Em 1248, após a conquista de Alicante para Castela, descansou numa fazenda perto da cidade. Ali engravidou e decidiu por isso designar o lugar dePla del Bon Repós (Lugar do Bom Repouso), nome que ficou para a posteridade e que é hoje um bairro de Alicante.

### Os infantes de La Cerda e o problema sucessório
Em 1275 faleceu o seu filho, Fernando de la Cerda, herdeiro do trono. Num primeiro momento Afonso ignorou os direitos dos netos e nomeou como sucessor o seu filho segundo, o infante Sancho, que, após rebelar-se contra o pai, viria de facto a herdar o trono. No ano seguinte, a rainha fundaria o Convento de São Paulo em Valladolid, em homenagem à ordem húngara de São Paulo, fundada em 1250 pelo beato Eusébio de Esztergom e introduzida em Aragão pela sua homónima mãe.  
Perante o afastamento dos filhos do infante Fernando de la Cerda, Afonso e Fernando pelo monarca, a viúva de Fernando, Branca de França, e a própria rainha Violante chegaram a pedir apoio à causa dos filhos do infante. Branca solicitou apoio do seu irmão, Filipe III de França, e Violante fez o mesmo ao seu irmão, Pedro III de Aragão. O rei aragonês acedeu a protegê-los no seu reino e a alojá-los no Castelo de Xàtiva. Durante os reinados de Sancho IV e do seu filho Fernando IV, Violante residiu permanentemente em Aragão, a apoiar os direitos dos netos à sucessão, e a combater o seu outro neto, Fernando IV.  
Violante faleceu em Roncesvales, no Reino de Navarra, em 1301, enquanto regressava de Roma, onde ganhara o Jubileu em 1300.

## Sepultura
Não existe notícia de onde se encontra atualmente sepultada. É possível que Violante tenha recebido sepultura na Real Colegiada de Santa María de Roncesvales, onde estava sepultado Sancho VII de Navarra. Não existe contudo qualquer notícia de onde se encontram os seus restos atualmente.
Outra versão, pouco apoiada, defende que o cadáver de Violante recebeu sepultura no convento de Santa Clara de Allariz (Ourense), que fundara em 1268. Contudo também não há provas desta teoria. Sabe-se no entanto que o infante Filipe, filho de Sancho IV de Castela e Maria de Molina, e a sua esposa Margarita de la Cerda estão aí enterrados.

## Matrimónio e descendência
Em 1240, o matrimonio de Violante, então com quatro anos, e o infante Afonso, com dezanove, já estava acordado, segundo o que se depreende do testamento do rei Jaime I datado de 1 de janeiro de 1241: Ioles, coniugi Alfonsi, primogeniti ilustris regis Castellae. O contrato de casamento foi assinado em Valladolid em 26 de novembro de 1246: contraxit matrimonium solemniter per verba de presenti [...] cum domina Violante filia domini Iacobi, illustris regis Aragonum. Os testemunhas do documento foram, entre outros, Mor Arias, a viúva do aio do infante, Garcia Fernandes de Villamayor, e Urraca Pires, nutrix domini infanteis Alfonsi. A boda real celebrou-se a 25 de janeiro de 1249.  Deste casamento nasceram:
- Berengária de Castela (Sevilha, 10 de outubro de 1253–c.1300),[5] senhora de Guadalaxara, foi proclamada herdeira do reino em 1254, contudo o nascimento do seu irmão Fernando afastou-a da sucessão. Foi noiva de Luís Capeto, filho e herdeiro de Luís IX de França, mas com a morte deste em 1260 entrou no convento de Las Huelgas. Foi a única, dos filhos de Afonso, que se aliou ao pai durante a rebelião do seu irmão Sancho.
- Beatriz de Castela, marquesa de Monferrato, (Burgos, 1254–1280) casou-se em agosto de 1271, em Múrcia com Guilherme VII de Monferrato.[5] Eles eram os pais da imperatriz-consorte bizantina Irene de Monferrato, casada com Andrônico II Paleólogo.
- Fernando de La Cerda (Valladolid, 23 de outubro de 1255–Villa Real, 25 de julho de 1275),[5] casou-se com Branca de França, filha de Luís IX de França, da qual nasceram Fernando e Afonso, os infantes de la Cerda.  Foi enterrado no Mosteiro de Las Huelgas de Burgos.
- Leonor de Castela (Agosto 1256/1257–Montpellier, 1275), donzella.[6]
- Sancho IV (Valladolid, 12 de maio de 1258–Toledo, 25 de abril de 1295), casou-se com Maria de Molina em junho de 1284, e foi o sucessor de Afonso X. Foi sepultado na Catedral de Toledo.
- Constança de Castela (1259–23 de Julho de 1280), freira no Mosteiro de Las Huelgas.
- Pedro de Castela (Sevilha, 1260–Ledesma, 20 de outubro de 1283), senhor de Ledesma, Alba de Tormes, Salvatierra e Miranda, esposo de Margarita de Narbona, pai de Sancho "el de la Paz".[7]
- João de Castela (1262[8]–25 de junho de 1319), senhor de Valencia de Campos, Oropesa, Ponferrada, Castroverde e outros lugares. Casou-se duas vezes: a primeira vez com Margarida de Monferrato e a segunda com Maria Diaz de Haro, senhora de Biscaia, filha de Lope Diaz de Haro e de Joana Afonso de Molina. Com descendência de ambos casamentos.[9]. Foi sepultado na Catedral de Burgos.
- Isabel de Castela (n. 1263/1264) morreu jovem.[10]
- Violante de Castela (1265–12 de março de 1287/30 janeiro 1308), casou-se com Diego López V de Haro, senhor da Biscaia.[10]
- Jaime de Castela (1266–Orgaz, 9 de agosto de 1284), Senhor de Cameros, sem descendência.[10]